# È arrivata la parigina
È arrivata la parigina (altro titolo: Pane, amore e cha... cha... cha) è un film del 1958 diretto da Camillo Mastrocinque.

## Trama
Yvette è una ragazza francese giunta in Italia cinque anni or sono per lavorare nel mondo dello spettacolo. In realtà lavora come cantante e ballerina in una minuscola compagnia di avanspettacolo con compagni di lavoro che la spingono a essere "gentile" con gli impresari. La compagnia è chiamata in un piccolo paese di montagna dove si intende sfruttare una sorgente termale. Yvette, peraltro di origine contadina, si sente a proprio agio in paese, dove è accolta da una anziana signora burbera e generosa. Troverà lavoro e infine affetto presso un venditore ambulante.